# Крушово
Крушово (болг. Крушово) — село в Бургасской области Болгарии. Входит в состав общины Карнобат. Находится примерно в 32 км к северу от центра города Карнобат и примерно в 55 км к северо-западу от центра города Бургас. По данным переписи населения 2011 года, в селе  проживало 124 человека, преобладающая национальность — болгары.

## Население
| Год     | 1934 | 1946 | 1956 | 1965 | 1975 | 1985 | 1992 | 2001 | 2011 |
| ------- | ---- | ---- | ---- | ---- | ---- | ---- | ---- | ---- | ---- |
| Жителей | 1035 | 1105 | 911  | 749  | 554  | 348  | 286  | 233  | 124  |

|  |